# イッツグルント
イッツグルント (ドイツ語: Itzgrund) は、ドイツ バイエルン州 オーバーフランケン行政管区 コーブルク郡に属する町村（以下、本項では便宜上「町」と記述する）。

## 地理

### 地理上の位置
この自治体は、コーブルクとバンベルクを結ぶ連邦道路B4沿いの「イッツグルントの真ん中」に位置し、イッツ川の両岸に広がる。

### 自治体の構成
この町は、公式には15の地区 (Ort) からなる。このうち小集落や孤立農場などを除く集落を以下に列記する。
- ボーデルシュタット
- グロイセン
- ヘルレート
- カルテンブルン
- ラーム
- ピュルスドルフ
- シェンケナウ
- シュライフェンハーン
- ショッテンシュタイン
- ヴェルスベルク

## 歴史
1972年、シュタッフェルシュタイン郡の解体を承けて、1978年に全く新しい地域をもつ新たな大規模自治体イッツグルントが形成された。かつて、独立した町村であったラーム、カルテンブルン、グロイセン、ショッテンシュタイン、ヴェルスベルクおよびヘルレートが、この新しい自治体を形成した。
シュライフェンハーン、かつてのシュライフェンミュール・アム・ハイン付近でザクセン＝コーブルク＝ゴータ公国は終わり、イッツ川はバイエルン地域を流れていた。シュライフェンハーンは先にグロイセンに編入されており、これにより1920年にバイエルン州に組み込まれた。グロイセンの福音派教区は、古く波乱に富んだ歴史を持っている。コーブルク領とバンベルクのバンツ修道院領との教会の村として、多くの紛争、特に裁判権を巡る紛争の的となった。1525年の反乱にこの村の農民が参加した。
1528年、宗教改革がもたらされた。それまでにグロイセンはアルテンバンツ教区に編入されていた。1616年にはThurn und Taxis郵便の宿駅となった。1603年の建造物が現存しており、現在もフィッシャー家が住んでいる。1632年にヴァレンシュタインが投宿し、三十年戦争では移動する軍隊によって荒廃した。
同じく福音派の教区で、かつては（グロースハイラートとの区別するため）『クライン・ハイラート（小ハイラート）』と呼ばれたヘルレートは、その全地域が特に田舎の様相を呈している。9世紀から10世紀にはすでに、クライン・ハイラートはフルダ修道院に対して納税義務を負っていた。後にバンツ修道院が領主となるが、1803年の初めにこの修道院が廃止されたことに伴い、プロテスタントの農場となった。メルケンドルフもヘルレートに属している。どちらも455mのアイエルベルクの麓に位置している。メルケンドルフとドライスドルフは、行政自治体として先に創設された。大変に大きな村として知られていたが、焼失してしまい、住民はヘルレートのガウケンベヒライン付近に新たに移住したのだった。

### 紋章
図柄：赤と銀色でジグザグに四分された上部の下は、金地に黒い王冠をつけ武装した赤いバジリスクが描かれている。その左の爪に銀と赤で四分された盾がつけられている。

## 文化と見所

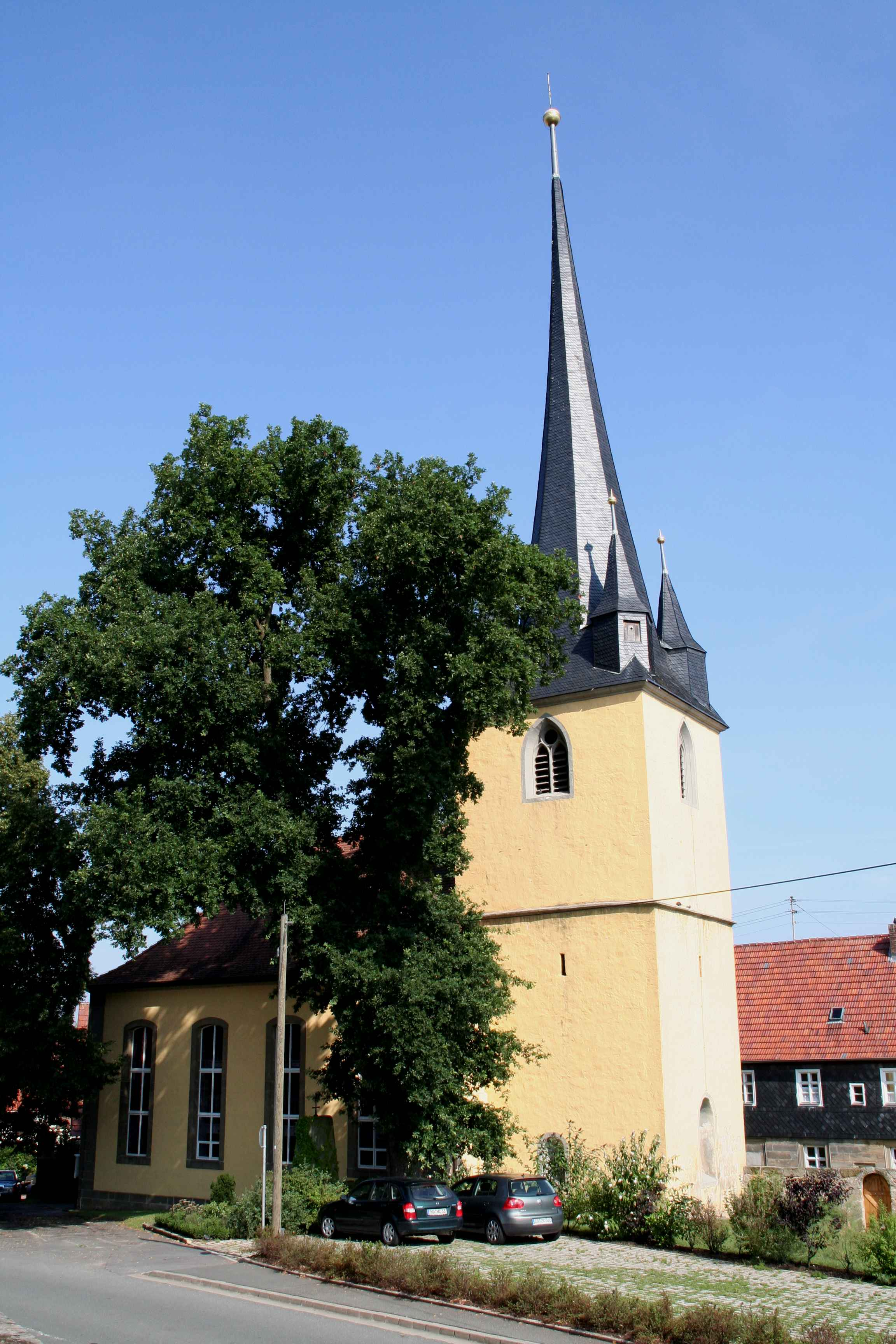
グロイセン地区の教会

### 建造物
- ラーム地区：教会、城
- グロイセン地区：古い宿駅

## 出身者
- ハンス・ボーラ (Hans Bohla, 1891 -1928)：政治家（ドイツ帝国議会議員）、ジャーナリスト。ヘルレート地区の生まれ。

## 言語
イッツグルントでは、マインフランケン方言の一種である「イッツグリュンディシュ」方言が話されている。この方言名はより広い言語地域を示しており、「イッツグルント」として事実上より古い地域である。

## 引用
1. ↑  https://www.statistikdaten.bayern.de/genesis/online?operation=result&code=12411-003r&leerzeilen=false&language=de Genesis-Online-Datenbank des Bayerischen Landesamtes für Statistik Tabelle 12411-003r Fortschreibung des Bevölkerungsstandes: Gemeinden, Stichtag (Einwohnerzahlen auf Grundlage des Zensus 2011)
2. ↑  Bayerische Landesbibliothek Online